# Dolmen von Cosquer (Melgven)
Der Dolmen von Cosquer (auch Kerambronnou Cosquer oder Dolmen à Park Toul ar Bleiz genannt) liegt in einem Feld östlich von Melgven bei Concarneau im Département Finistère in der Bretagne in Frankreich. Dolmen ist in Frankreich der Oberbegriff für neolithische Megalithanlagen aller Art (siehe: Französische Nomenklatur).
Der Dolmen hat eine lange, dünne Deckenplatte aus Schiefer, die einerseits auf den verbliebenen Tragsteinen und andererseits auf dem Boden aufliegt.
In der Nähe liegen die Allée couverte von Coat Luzuen und Ty Corriganet von Coat Menez Guen.